# タイランドハイパーリンクス
タイランドハイパーリンクス（英: Thailand Hyperlinks）は、タイ情報のウェブサイト。運営は、魔法組株式会社（英: Mahogumi Co., Ltd.）。

## 概要
タイに関連するニュースや現地情報を発信する日本語のウェブメディア。
2002年にリンク集サイトとして開設され、現在ではタイのニュース、現地生活、観光、エンタメ、アイドル文化など、多岐にわたる独自記事を掲載するポータルサイトとなっている。スローガンは「タイ旅行やタイ生活とタイエンタテイメントのポータルサイト」。
タイの芸能人や、タイを訪れた日本の芸能人へのインタビュー記事も多数掲載している。
ガイドブック『地球の歩き方 タイ』では、「タイ旅行お役立ちウェブサイト」のコラムで紹介されており、オンライン版でも「タイ旅行の情報収集におすすめのウェブサイト」の1つとして掲載されている。
また、タイ国政府観光庁の日本語公式サイトにおいても、複数の記事が情報源として紹介されている。
在京タイ王国大使館が主催する「タイフェスティバル東京」の公式ウェブサイトでも、取材記事が掲載されている。
ページビューは月間平均150万（2021年1月1日現在）。

## 所在地
30 Soi Sukhumvit 61, Khlong Tan Nuea, Watthana, Bangkok 10110